# Pultenaea juniperina
Pultenaea juniperina är en ärtväxtart som beskrevs av Jacques-Julien Houtou de La Billardière. Pultenaea juniperina ingår i släktet Pultenaea och familjen ärtväxter.

## Underarter
Arten delas in i följande underarter:
- P. j. juniperina
- P. j. mucronata

## Bildgalleri

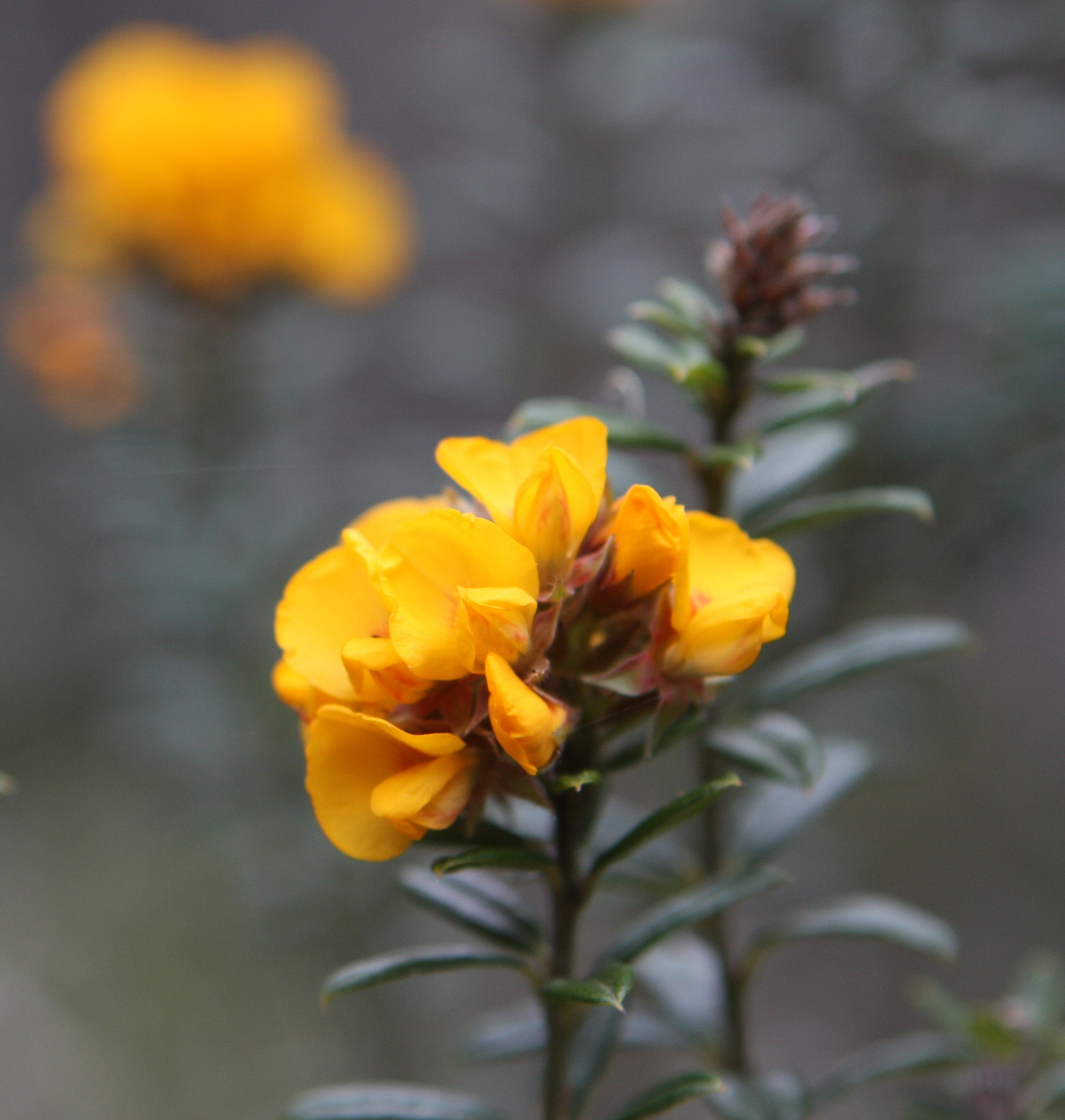